# Born to Sing
"Born to Sing" é o álbum de estréia do grupo vocal feminino americano En Vogue, lançado em 3 de abril de 1990, pela Atlantic Records. Possui os singles de sucesso; "Lies", "You Don't Have to Worry" e  "Hold On"; onde todos os três alcançaram o número um no Billboard Hot R&B/Hip-Hop Songs. O álbum chegou ao 20 no Billboard 200. Em outubro de 1990, foi certificado de platina pela RIAA, após as vendas superiores a um milhão de cópias nos Estados Unidos.

## Recepção da crítica
| Críticas profissionais        | Críticas profissionais |
| Avaliações da crítica         | Avaliações da crítica  |
| Fonte                         | Avaliação              |
| ----------------------------- | ---------------------- |
| AllMusic                      | [ 1 ]                  |
| Chicago Tribune               | [ 2 ]                  |
| Los Angeles Times             | [ 3 ]                  |
| Robert Christgau              | Negativo               |
| The Rolling Stone Album Guide | [ 5 ]                  |

O álbum alcançou vinte e um na Billboard 200 dos EUA e chegou ao terceiro lugar na parada R&B Albums chart. O álbum foi certificado de Ouro, em junho de 1990 e platina em outubro desse mesmo ano. Jose F. Promis, da AllMusic, deu ao álbum uma revisão positiva, chamando o trabalho de "um vencedor", embora observando que ele sentiu que as faixas como "Just Can not Stay Away" e "Part of Me" eram inúteis.

## Faixas
| N.º            | Título                                    | Compositor(es)                  | Produtor(s)                  | Duração |  |
| 1.             | "Party"                                   | Denzil Foster Thomas McElroy    | Denzil Foster Thomas McElroy | 1:10    |  |
| 2.             | "Strange"                                 | Foster McElroy En Vogue         | Foster McElroy               | 4:39    |  |
| 3.             | "Lies" (featuring Debbie T.)              | Foster McElroy En Vogue Khayree | Foster McElroy               | 4:16    |  |
| 4.             | "Boogie Woogie Bugle Boy"                 | Don Raye Hughie Prince          | Hughie Prince Don Raye       | 0:54    |  |
| 5.             | "Hold On"                                 | Foster McElroy En Vogue         | Foster McElroy               | 5:03    |  |
| 6.             | "Part of Me"                              | Foster McElroy En Vogue         | En Vogue Foster McElroy      | 5:58    |  |
| 7.             | "You Don't Have to Worry"                 | Foster McElroy                  | Foster McElroy               | 3:47    |  |
| 8.             | "Time Goes On"                            | Foster McElroy En Vogue         | Foster McElroy               | 5:05    |  |
| 9.             | "Just Can't Stay Away"                    | Chuck Jackson Marvin Yancy      | Chuck Jackson Marvin Yancy   | 5:10    |  |
| 10.            | "Don't Go"                                | Foster McElroy                  | Foster McElroy               | 5:45    |  |
| 11.            | "Luv Lines"                               | Foster McElroy En Vogue         | Foster McElroy               | 4:04    |  |
| 12.            | "Waitin' on You" (Bonus track on CD only) | Foster McElroy                  | Foster McElroy               | 5:08    |  |
| Duração total: | Duração total:                            | Duração total:                  | Duração total:               | 50:59   |  |